# Charny Orée de Puisaye
Charny Orée de Puisaye est, depuis le 1er janvier 2016, une commune nouvelle française située dans le département de l'Yonne, en région Bourgogne-Franche-Comté. Elle est issue de la fusion des communes de la communauté de communes de l'Orée de Puisaye.

## Géographie

### Climat
Pour des articles plus généraux, voir Climat de la Bourgogne-Franche-Comté et Climat de l'Yonne.
En 2010, le climat de la commune est de type climat océanique dégradé des plaines du Centre et du Nord, selon une étude du Centre national de la recherche scientifique s'appuyant sur une série de données couvrant la période 1971-2000. En 2020, Météo-France publie une typologie des climats de la France métropolitaine dans laquelle la commune est exposée à un climat océanique altéré et est dans une zone de transition entre les régions climatiques « Nord-est du bassin Parisien » et « Centre et contreforts nord du Massif Central ».
Pour la période 1971-2000, la température annuelle moyenne est de 10,8 °C, avec une amplitude thermique annuelle de 15,7 °C. Le cumul annuel moyen de précipitations est de 722 mm, avec 11,6 jours de précipitations en janvier et 7,4 jours en juillet. Pour la période 1991-2020, la température moyenne annuelle observée sur la station météorologique installée sur la commune est de 11,3 °C et le cumul annuel moyen de précipitations est de 758,6 mm. 
La température maximale relevée sur cette station est de 41,1 °C, atteinte le 25 juillet 2019 ; la température minimale est de −24 °C, atteinte le 9 janvier 1985,,.
| Mois                                  | jan.            | fév.            | mars            | avril           | mai             | juin            | jui.          | août           | sep.          | oct.            | nov.             | déc.             | année     |
| ------------------------------------- | --------------- | --------------- | --------------- | --------------- | --------------- | --------------- | ------------- | -------------- | ------------- | --------------- | ---------------- | ---------------- | --------- |
| Température minimale moyenne (°C)     | 1,2             | 0,8             | 2,6             | 4,5             | 8,1             | 11,5            | 13,3          | 13,1           | 10            | 7,8             | 4,2              | 1,8              | 6,6       |
| Température moyenne (°C)              | 3,9             | 4,5             | 7,5             | 10,1            | 13,8            | 17,4            | 19,6          | 19,4           | 15,7          | 12,1            | 7,4              | 4,6              | 11,3      |
| Température maximale moyenne (°C)     | 6,7             | 8,1             | 12,3            | 15,8            | 19,6            | 23,2            | 25,8          | 25,7           | 21,3          | 16,3            | 10,6             | 7,4              | 16,1      |
| Record de froid (°C) date du record   | −24 09.01.1985  | −19 25.02.1986  | −13,9 01.03.05  | −5,3 04.04.1996 | −1,5 17.05.1991 | −0,5 05.06.1991 | 3 04.07.1984  | 2,5 31.08.1986 | 0 29.09.1987  | −7,1 30.10.1997 | −10,3 24.11.1998 | −17,5 31.12.1985 | −24 1985  |
| Record de chaleur (°C) date du record | 17,4 05.01.1999 | 21,5 24.02.1990 | 25,5 30.03.1989 | 28,5 25.04.07   | 31,9 28.05.17   | 37,6 18.06.22   | 41,1 25.07.19 | 39,7 06.08.03  | 34,9 14.09.20 | 30,2 01.10.1985 | 23,3 07.11.15    | 19 16.12.1989    | 41,1 2019 |
| Précipitations (mm)                   | 63,7            | 54,7            | 56              | 61,2            | 68,8            | 59              | 57,4          | 59,8           | 59,9          | 74,7            | 71,5             | 71,9             | 758,6     |

| Diagramme climatique                                  |            |           |             |             |            |              |              |            |             |             |            |
| J                                                     | F          | M         | A           | M           | J          | J            | A            | S          | O           | N           | D          |
| 6,71,263,7                                            | 8,10,854,7 | 12,32,656 | 15,84,561,2 | 19,68,168,8 | 23,211,559 | 25,813,357,4 | 25,713,159,8 | 21,31059,9 | 16,37,874,7 | 10,64,271,5 | 7,41,871,9 |
| Moyennes : • Temp. maxi et mini °C • Précipitation mm |            |           |             |             |            |              |              |            |             |             |            |

Les paramètres climatiques de la commune ont été estimés pour le milieu du siècle (2041-2070) selon différents scénarios d'émission de gaz à effet de serre à partir des nouvelles projections climatiques de référence DRIAS-2020. Ils sont consultables sur un site dédié publié par Météo-France en novembre 2022.

## Urbanisme

### Typologie
Au 1er janvier 2024, Charny Orée de Puisaye est catégorisée commune rurale à habitat très dispersé, selon la nouvelle grille communale de densité à sept niveaux définie par l'Insee en 2022.
Elle est située hors unité urbaine et hors attraction des villes,.

## Histoire
La commune nouvelle de Charny Orée de Puisaye naît le 1er janvier 2016 de la fusion des 14 communes de la communauté de communes de l'Orée de Puisaye, à savoir Chambeugle, Charny, Chêne-Arnoult, Chevillon, Dicy, Fontenouilles, Grandchamp, Malicorne, Marchais-Beton, Perreux, Prunoy, Saint-Denis-sur-Ouanne, Saint-Martin-sur-Ouanne et Villefranche.

## Politique et administration
Jusqu'au renouvellement des conseils municipaux en 2020, la commune nouvelle est administrée par un conseil municipal constitué de l'ensemble des membres des conseils municipaux des anciennes communes. Son chef-lieu est fixé à Charny. Depuis 2020, le conseil municipal compte 55 membres.
| Nom                     | Code Insee | Intercommunalité        | Superficie (km2) | Population (dernière pop. légale) | Densité (hab./km2) |
| ----------------------- | ---------- | ----------------------- | ---------------- | --------------------------------- | ------------------ |
| Charny (siège)          | 89086      | CC de l'Orée de Puisaye | 18,99            | 1 617 (2013)                      | 85                 |
| Chambeugle              | 89070      | CC de l'Orée de Puisaye | 7,28             | 53 (2013)                         | 7,3                |
| Chêne-Arnoult           | 89097      | CC de l'Orée de Puisaye | 9,10             | 118 (2013)                        | 13                 |
| Chevillon               | 89103      | CC de l'Orée de Puisaye | 13,08            | 326 (2013)                        | 25                 |
| Dicy                    | 89138      | CC de l'Orée de Puisaye | 10,24            | 328 (2013)                        | 32                 |
| Fontenouilles           | 89178      | CC de l'Orée de Puisaye | 16,48            | 218 (2013)                        | 13                 |
| Grandchamp              | 89192      | CC de l'Orée de Puisaye | 28,29            | 367 (2013)                        | 13                 |
| Malicorne               | 89241      | CC de l'Orée de Puisaye | 15,91            | 155 (2013)                        | 9,7                |
| Marchais-Beton          | 89243      | CC de l'Orée de Puisaye | 10,95            | 119 (2013)                        | 11                 |
| Perreux                 | 89294      | CC de l'Orée de Puisaye | 26,37            | 335 (2013)                        | 13                 |
| Prunoy                  | 89317      | CC de l'Orée de Puisaye | 24,89            | 307 (2013)                        | 12                 |
| Saint-Denis-sur-Ouanne  | 89343      | CC de l'Orée de Puisaye | 10,21            | 128 (2013)                        | 13                 |
| Saint-Martin-sur-Ouanne | 89358      | CC de l'Orée de Puisaye | 15,34            | 441 (2013)                        | 29                 |
| Villefranche            | 89454      | CC de l'Orée de Puisaye | 23,27            | 635 (2013)                        | 27                 |

### Liste des maires
| Période        | Période        | Identité        | Étiquette   | Qualité                                                                    |
| -------------- | -------------- | --------------- | ----------- | -------------------------------------------------------------------------- |
| 5 janvier 2016 | 4 juillet 2020 | Michel Courtois | LR puis DVD | Agriculteur retraité Maire de Perreux (2001 → 2015)                        |
| 4 juillet 2020 | En cours       | Élodie Ménard   | Divers      | Maire de Fontenouilles (2015) Maire délégué de Fontenouilles (2016 → 2020) |

## Culture locale et patrimoine

### Lieux et monuments
- Église Saint-Martin de Saint-Martin-sur-Ouanne.
- Abbaye des Écharlis.

### Héraldique
| Blason de Charny Orée de Puisaye | Blason  | (2016) Tiercé en pairle: au 1er de sinople à deux clés d'or passées en sautoir, au 2e d'or à trois puits de gueules, maçonnés de sable, rangés en bande, au 3e d'azur à la haie d'argent de trois arbustes fusiformes rangés en barre, de tailles décroissantes et brochant l'un sur l'autre vers le chef; au pairle de gueules chargé de quatorze tours d'or ouvertes de gueules, brochant sur la partition. Devise« ad unum » (au dernier). |
| Blason de Charny Orée de Puisaye | Détails | Le statut officiel du blason reste à déterminer. |